# Andy Linden (pilote automobile)
Andy Linden est un pilote automobile d'IndyCar américain, né le 5 avril 1922 à Brownsville (Pennsylvanie, États-Unis) et mort le 10 février 1987. Il a débuté en compétition en 1947. Il s'est notamment classé quatrième des 500 miles d'Indianapolis en 1951, pour sa première participation. En 1957, un grave accident survenu en course mit fin à sa carrière.